# Ocellularia ascidioidea
Ocellularia ascidioidea är en lavart som beskrevs av Mason Ellsworth Hale 1981. 
Ocellularia ascidioidea ingår i släktet Ocellularia och familjen Thelotremataceae. Inga underarter finns listade i Catalogue of Life.